# 할로젠화물
할로젠화물(영어: halogenide)은 한 부분이 할로젠 원자이고 다른 부분이 할로젠보다 전기음성도가 낮은(또는 전기양성도가 더 큰) 원소 또는 유리기인 이진 위상 물질이다. 플루오린화물, 염화물, 브롬화물, 아이오딘화물, 아스타틴화물 또는 이론적으로 가능한 '테네신화물' 등이 있다. 알칼리 금속은 적절한 조건 하에서 할로젠과 직접 결합하여 일반식 MX(X = F, Cl, Br 또는 I)의 할로젠화물을 형성한다. 대부분의 염은 할로젠화물이다. 모든 알칼리 금속은 실온에서 백색 고체인 할로젠화물을 형성한다.
할로젠 이온은 음전하를 띤 할로젠 원자이다. 할라이드 음이온은 플루오린(F−
 ), 염소(Cl−
 ), 브로민(Br−
 ), 아이오딘(I−
 )및 아스타틴(At−
 )이 있다. 이러한 이온은 모든 이온성 할로젠화 염에 존재한다. 
이 할로젠화물은 모두 무색이며 큰 음의 생성 엔탈피를 갖는 고융점 결정질 고체이다.

## 검출
KCl ,KBr, KI과 같은 할로젠화물은 질산 은 용액, AgNO
3 로 검출할 수 있다. 할로젠은 다음과 반응해, Ag+
및 할로젠에 따라 다양한 색상의 침전물을 형성한다.
- AgF: 침전물 없음
- AgCl: 흰색
- AgBr: 옅은 노란색
- AgI: 녹색(노란색)

할로젠화물을 포함하는 유기 화합물의 경우 베일슈타인 테스트가 사용된다.

## 용도
할로젠화물 금속은 가로등에 사용되는 것과 같은 고강도 방전 램프에 사용된다. 이 램프는 수은 증기 램프보다 에너지 효율적이며 주황색 고압 나트륨 램프보다 연색성이 훨씬 뛰어나다. 메탈 할라이드 램프는 일반적으로 온실이나 비가 오는 기후에서 자연광을 보충하기 위해 사용된다.
할로젠화 은은 사진 필름과 종이에 사용된다. 필름을 현상하면 빛에 노출된 할로젠화은이 금속성 은으로 환원되어 이미지를 형성한다.
할로젠화물은 일반적으로 Cl 또는 Br 등가물로 납땜 플럭스에도 사용된다.

## 화합물
할라이드 화합물의 예는 다음과 같다.
- 염화 나트륨 (NaCl)
- 염화 칼륨 (KCl)
- 아이오딘화 칼륨 (KI)
- 염화 리튬 (LiCl)

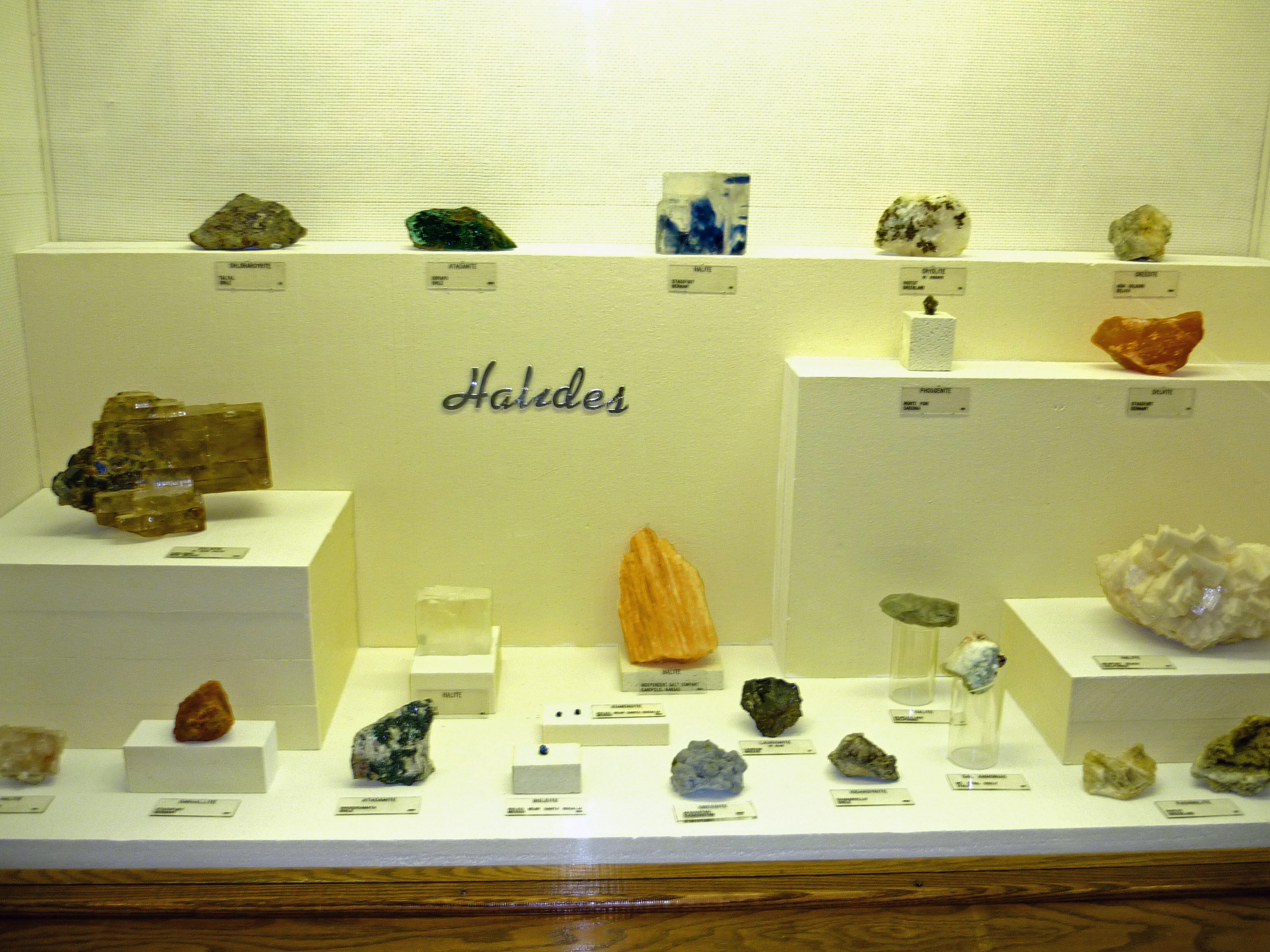
사우스다코타주 지질학 박물관의 할로젠화물 광물 전시

- 염화 구리(II) (CuCl
2 )
- 염화 은 (AgCl)
- 염화 칼슘 (CaCl
2 )
- 플루오린화 염소 (ClF)
- 유기 할로젠화물
  - 메틸 브로마이드 (CH
3Br )
  - 요오드포름 (CHI
3 )
- 염화 수소 (HCl)
- 브로민화 수소 (HBr)

- SiF4 (기체)
- SiCl4
- SiBr4
- SiI4
- SiAt4
- SiTs4

## 같이 보기
- 염분
- 할로젠화 수소